# Nelson Piquet Jr.
Nelson Ângelo Tamsma Piquet Souto-Maior (Heidelberg, Alemania, 25 de julio de 1985),  también conocido como Nelson Piquet Jr. o Nelsinho Piquet, es un piloto de automovilismo brasileño nacido en Alemania. Fue campeón de la Fórmula E en la temporada 2014-15, cuarto en el Campeonato Global de Rallycross 2014, séptimo en la NASCAR Truck Series 2012 y decimosegundo en Fórmula 1 en 2008 con un podio en el Gran Premio de Alemania.

## Carrera deportiva

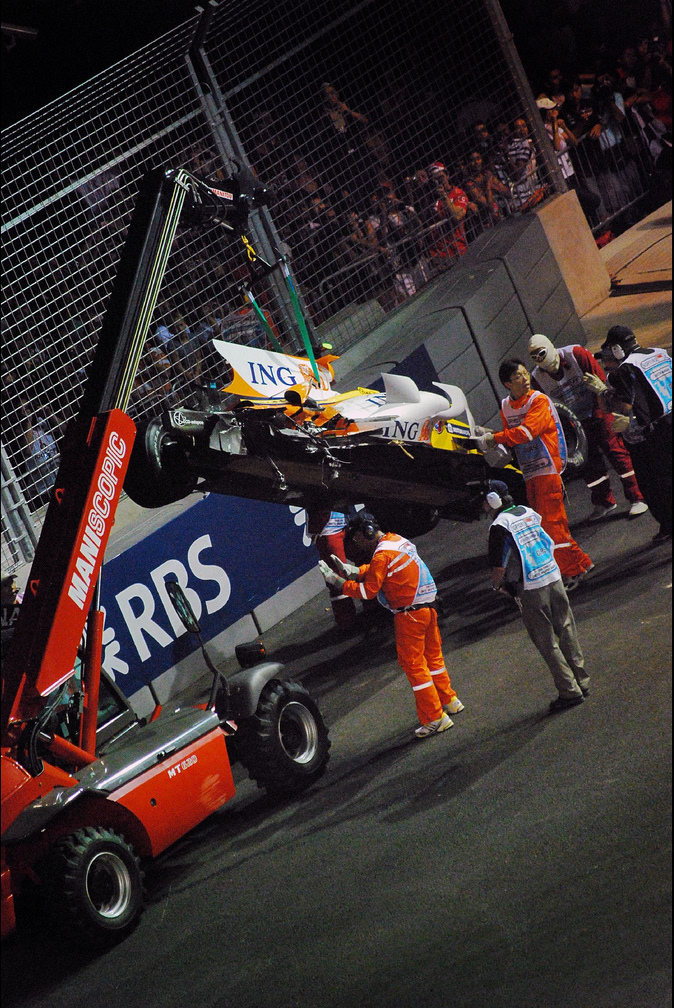
R28 de Piquet Jr. luego del accidente de la polémica carrera de Singapur 2008.

### Comienzos
Nelsinho es hijo del tricampeón de  Fórmula 1, Nelson Piquet y la modelo neerlandesa Sylvia Tamsma. Comenzó su carrera en karting en 1993, a los ocho años de edad, cuando se traslada a Brasil. Permanece en esta categoría hasta 2000. En 2002 se proclamó campeón de la Fórmula 3 Sudamericana. Tuvo una excelente campaña en la Fórmula 3 Británica, donde resultó tercero en la temporada 2003 y se proclamó campeón en la temporada 2004. También en 2003, fue segundo en el Masters de Fórmula 3 de Zandvoort.
Piquet se trasladó a la GP2 Series en 2004. En ella no obtendría el mismo éxito en la primera temporada por estar en un equipo mediano, perjudicado además por las desavenencias entre Piquet Sports (organización de su padre, creada exclusivamente para ayudar en su ascenso a la Fórmula 1) y Hitech, las dos compañías que integraban el equipo Hitech Piquet Sports.
En la temporada 2006, Piquet Sports asumió el control total del equipo. Piquet logró el subcampeonato, por detrás del británico Lewis Hamilton, luego de acumular cuatro victorias, cuatro segundos puestos y 15 top 5 en 21 carreras. También participó en la temporada 2005/06 de A1 Grand Prix, donde logró dos victorias y cinco podios en 14 carreras. También en 2006, ganó las 1000 Millas Brasileñas con un Aston Martin DBR9, acompañado de su padre, Christophe Bouchut y Hélio Castroneves.

### Fórmula 1
A finales de 2006 fue presentado como piloto segundo del equipo Renault para la temporada 2007 de Fórmula 1, junto con otro piloto brasileño, Ricardo Zonta.
Tras las buenas sensaciones del equipo en su temporada como probador y a la influencia de su padre, Nelson fue confirmado para la temporada 2008 de Fórmula 1 como segundo piloto titular, haciendo pareja con el bicampeón del mundo español Fernando Alonso. 
Piquet debutó en Fórmula 1 en 2008 en Renault, uno de los teóricos equipos punteros de la parrilla y al lado de un bicampeón del mundo. Comienza la temporada mal, con un 21..eɽ puesto en clasificación y retirada en carrera. Casi todos los problemas se debían a su inexperiencia en la categoría y en el circuito, así como a la pobre competitividad del Renault R28.
En el Gran Premio de Malasia no lo hace tan mal y logra la undécima posición de diecisiete coches que acabaron, demostrando su capacidad de progresar de carrera en carrera, aunque de nuevo por detrás de Alonso. En el Gran Premio de Baréin, un circuito nada propicio para su R28, Piquet no logró terminar la carrera y Renault no logró llevarse ningún punto del Gran Premio. Sin embargo, el equipo prometió grandes mejoras a partir del Gran Premio de España. Las mejoras quedaron evidenciadas con el 2.º puesto de Fernando Alonso y el 10.º puesto de Nelson Piquet en la sesión de clasificación, donde el brasileño entró por primera vez en la Q3. En carrera las cosas se le torcieron mucho a Piquet, que no pudo completar la prueba al sufrir un accidente con Sébastien Bourdais a poco de empezar.
En Turquía, Nelson tampoco mejora y finaliza 15.º, y en Mónaco suma un nuevo abandono. Después del Gran Premio de Canadá, en el que volvió a decepcionar, se dijo que podría ser sustituido por David Coulthard, Takuma Satō, Romain Grosjean o Lucas Di Grassi. Sin embargo, en el Gran Premio de Francia consigue por fin sus primeros puntos, al acabar 7.º. Luego, en Alemania, consigue su primer podio gracias a la salida del coche de seguridad y a una estrategia de una sola parada. Fue la segunda vez que superó a su compañero. En el Gran Premio de Hungría consigue tres puntos más. En Valencia, acaba 11.º, mientras que en Spa trompea y abandona y en Monza acaba 10.º. En Singapur la carrera fue suspendida debido a que su coche quedó en pista luego de chocar con el muro (lo que luego derivaría en el escándalo conocido como Crashgate).
En Japón y en China consigue puntuar, quedando 4.º y 8.º respectivamente. Y para finalizar abandona en la primera vuelta del Gran Premio de Brasil en su casa. Su mejoría en la recta final de la temporada le permiten asegurarse la continuidad en Renault para 2009.

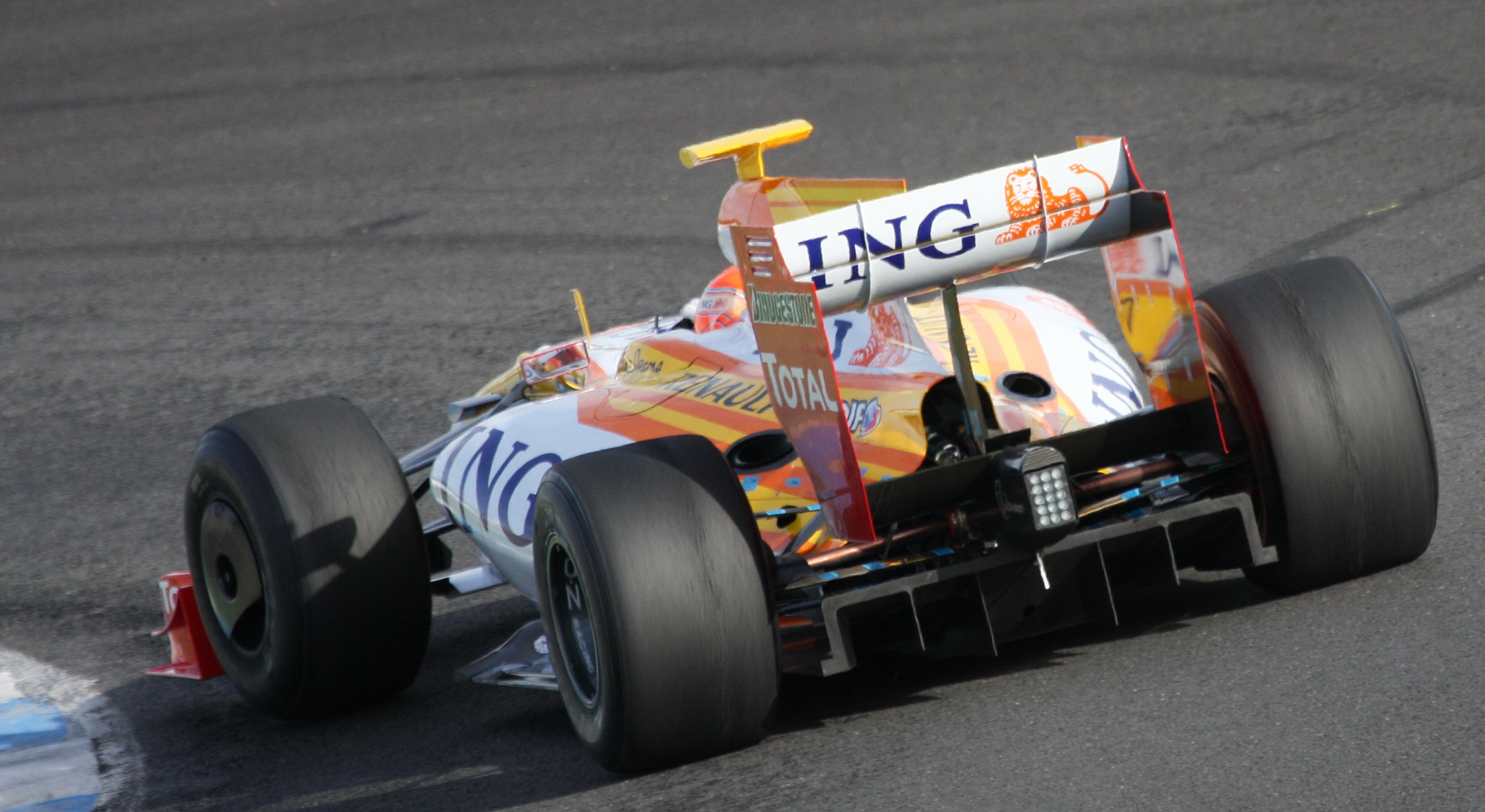
Piquet en los test de Renault de 2009

En el Gran Premio de Australia de 2009, Nelson estaba haciendo una buena carrera, marchando 7.º, pero tras el auto de seguridad, sus neumáticos se enfriaron y al intentar no chocar contra Nico Rosberg pierde el control de su Renault R29 y acaba en la grava. En Malasia no se terminó la carrera a causa de la fuerte lluvia. En China, otra carrera con lluvia, quedó último y a 2 vueltas del primer clasificado en una carrera plagada de errores. En Baréin finalizó la carrera con su mejor posición del año, un 10.º puesto, su mejor actuación. En Montmeló, fue el 12.º. En Mónaco, Sébastien Buemi se lo llevó por delante cuando iba el 11.º con posibilidades de puntuar. En Turquía finalizó en 16.º lugar, aunque con un gran adelantamiento al, en ese entonces, actual campeón Lewis Hamilton. En Gran Bretaña finaliza el 12.º, pero delante de su compañero Fernando Alonso. En Alemania, llegó a pasar por primera vez en la temporada a la Q3, pero volvió a la realidad durante la carrera al acabar en 13.º puesto. En Hungría, la que sería su última carrera con Renault, finalizó en 12.º lugar.
El lunes 3 de agosto de 2009, se anunció que Flavio Briatore prescindía de sus servicios. Takuma Satō, Lucas Di Grassi y Romain Grosjean eran los candidatos para sustituirle, aunque la escudería se decantó al final por Grosjean.
Después de ser despedido, Piquet realizó unas polémicas declaraciones donde denunció que fue presionado para provocar un accidente para favorecer a su compañero de equipo Fernando Alonso, en el Gran Premio de Singapur de 2008. El brasileño alegó haber estado sometido a una fuerte presión psicológica por parte de Flavio Briatore que además de ser su jefe de equipo era su mánager y le amenazó con arruinar su carrera en Fórmula 1 si no se avenía a ejecutar el plan. Un año antes su padre, el triple campeón del mundo Nelson Piquet, puso en conocimiento de la FIA los hechos producidos en la carrera de Singapur. Pero la FIA no hizo nada. En agosto de 2009 iniciaron la investigación. Así mismo Renault hizo su propia investigación interna y como consecuencia de esta investigación, Flavio Briatore y Pat Symonds fueron despedidos del equipo. 
En el Consejo Mundial de la FIA, tanto Briatore como Symonds fueron declarados culpables de ordenar a Piquet Jr. provocar el accidente que dio la victoria al piloto Fernando Alonso en la carrera de Singapur 2008. Symonds, que admitió todos los cargos, fue sancionado con 5 años de permanecer alejado de toda actividad relacionada con Fórmula 1. Briatore fue sancionado a perpetuidad. Dicha sanción fue reducida a una sanción hasta 2013 por el nuevo presidente de la FIA Jean Todt, gran amigo de Briatore.

### NASCAR
Tras dejar la F1, Piquet decidió competir en la NASCAR. En febrero de 2010 hizo su debut en Daytona en la apertura de la temporada de ARCA, una división de acceso a la categoría principal. Partió el sexto en la parrilla, se vio envuelto en un accidente durante la carrera y terminó en el puesto 27. A la semana siguiente, Nelson debutó en NASCAR Camping World Truck Series por el equipo Red Horse Racing, salió en el puesto 22, tuvo una excelente carrera, terminando el sexto. También hizo otras cuatro carreras para el equipo Billy Ballew Motorsports, consiguiendo dos Top-10 más (Texas y Míchigan), llamando la atención de los equipos y de los medios deportivos especializados. En agosto fue invitado a competir en la prueba de circuito de Watkins Glen (mixto) en NASCAR de la Serie Nationwide, a donde llegó en el séptimo puesto.

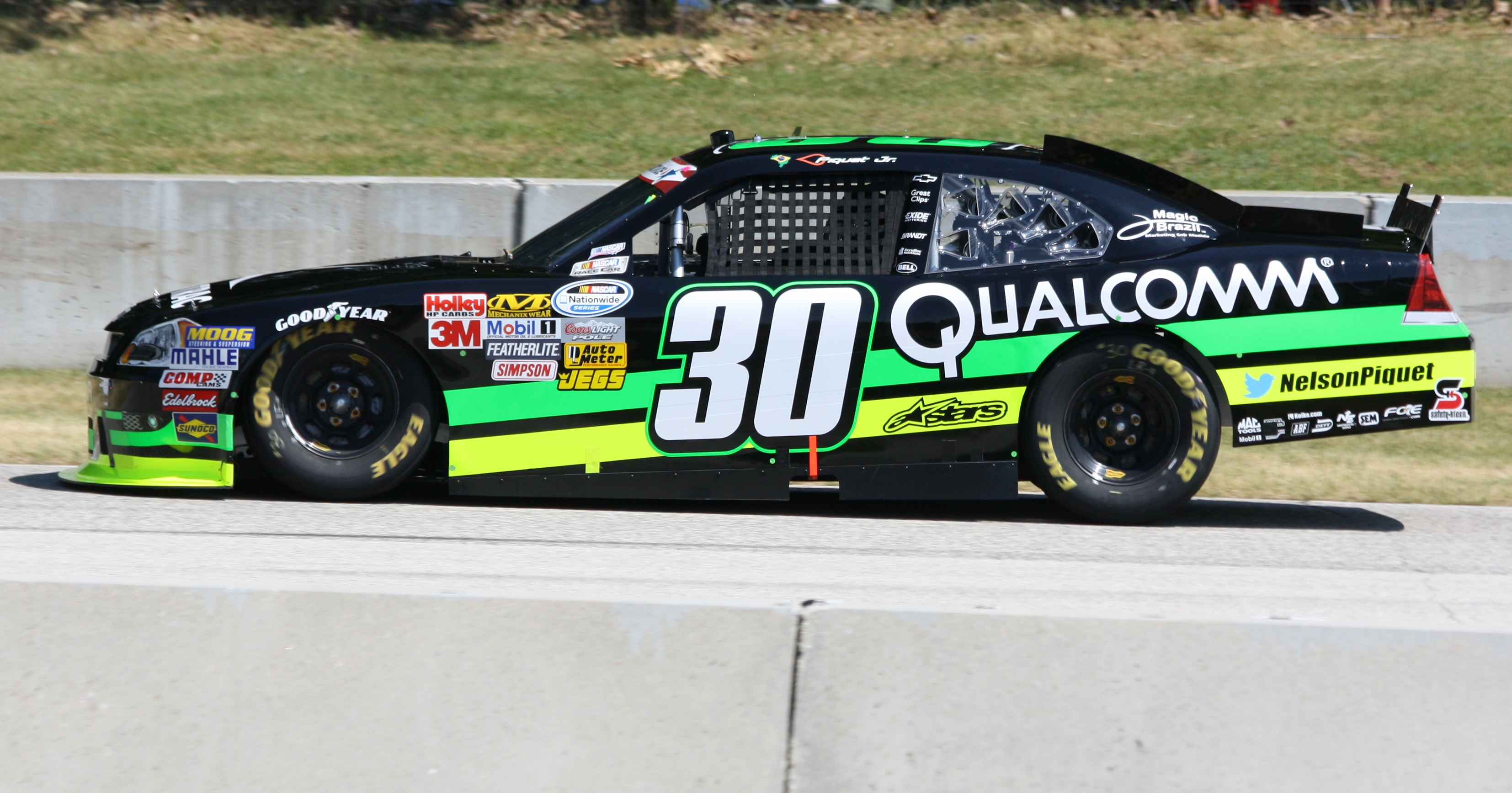
Nelson Piquet Jr. en la NASCAR 2012

En 2011, Nelson firmó con el equipo Kevin Harvick Inc. para disputar la temporada completa de la NASCAR Camping World Truck Series. En Nashville, Piquet empieza a escribir su historia en el automovilismo estadounidense victorioso, ganando un segundo lugar al comando de un Chevrolet y siendo el mejor resultado de un brasileño en NASCAR. En las siguientes pruebas en Dover y Charlotte, Nelson hizo sus mejores pruebas de la categoría.
Piquet continuó teniendo una temporada impresionante, terminando 10.º en puntos, obteniendo 10 top-10. Además de ser uno de los finalistas para el título de piloto más popular. Quedó segundo, a sólo un punto del ganador, como Rookie del Año.
Para la temporada 2012 Nelson firmó con el equipo Turner Motorsports para competir la temporada completa de NASCAR Camping World Truck Series y en algunas carreras de la Nationwide Series.
El 17 de marzo de 2012 gana su primera carrera en NASCAR en la K&N Pro Series East siendo el primer brasileño de la historia en ganar una carrera en NASCAR, y uno de los ocho únicos extranjeros en lograr una victoria en esta competición netamente estadounidense.
El 23 de junio de 2012, Piquet gana su primera carrera de la Nationwide Series en el circuito mixto de Wisconsin en el fin de semana de la Sargento 200 Road America. Es el primer piloto brasileño en ganar una carrera de la división nacional de NASCAR. También consiguió la pole position y lideró la mayor parte de la carrera.
El 18 de agosto de 2012, Piquet gana su primera carrera en la Camping World Truck Series en Míchigan. Más tarde, el 29 de septiembre de 2012, Piquet ganó su segunda carrera en la Camping World Truck Series en Las Vegas Motor Speedway. Terminó séptimo campeonato de la Truck Series, con, además de las 2 victorias, 9 top 5, 15 top 10 y 4 poles.
Para 2013, Piquet Jr. disputó todas las carreras de la Nationwide Series, con el equipo Turner Scott Motorsports. Obtuvo cinco top 10 para finalizar 12.º en el campeonato. En 2014, debutó en la Copa NASCAR en la fecha de Watkins Glen; con un Ford de Randy Humphrey, acabando 26.º en la carrera.
Piquet, a pesar de todo, marca un historial de la fórmula de carrera en los podios internacionales.

### Campeonato Global de Rallycross
También en 2013, Piquet disputó cuatro fechas del Campeonato Global de Rallycross con un Mitsubishi Lancer. En 2014 fichó por el equipo SH para pilotar un Ford Fiesta. Obtuvo dos segundos puestos, dos terceros y dos cuartos, por lo que acabó cuarto en el campeonato. En el Campeonato Global de Rallycross 2015 continúa participando con el equipo SH.

### Fórmula E

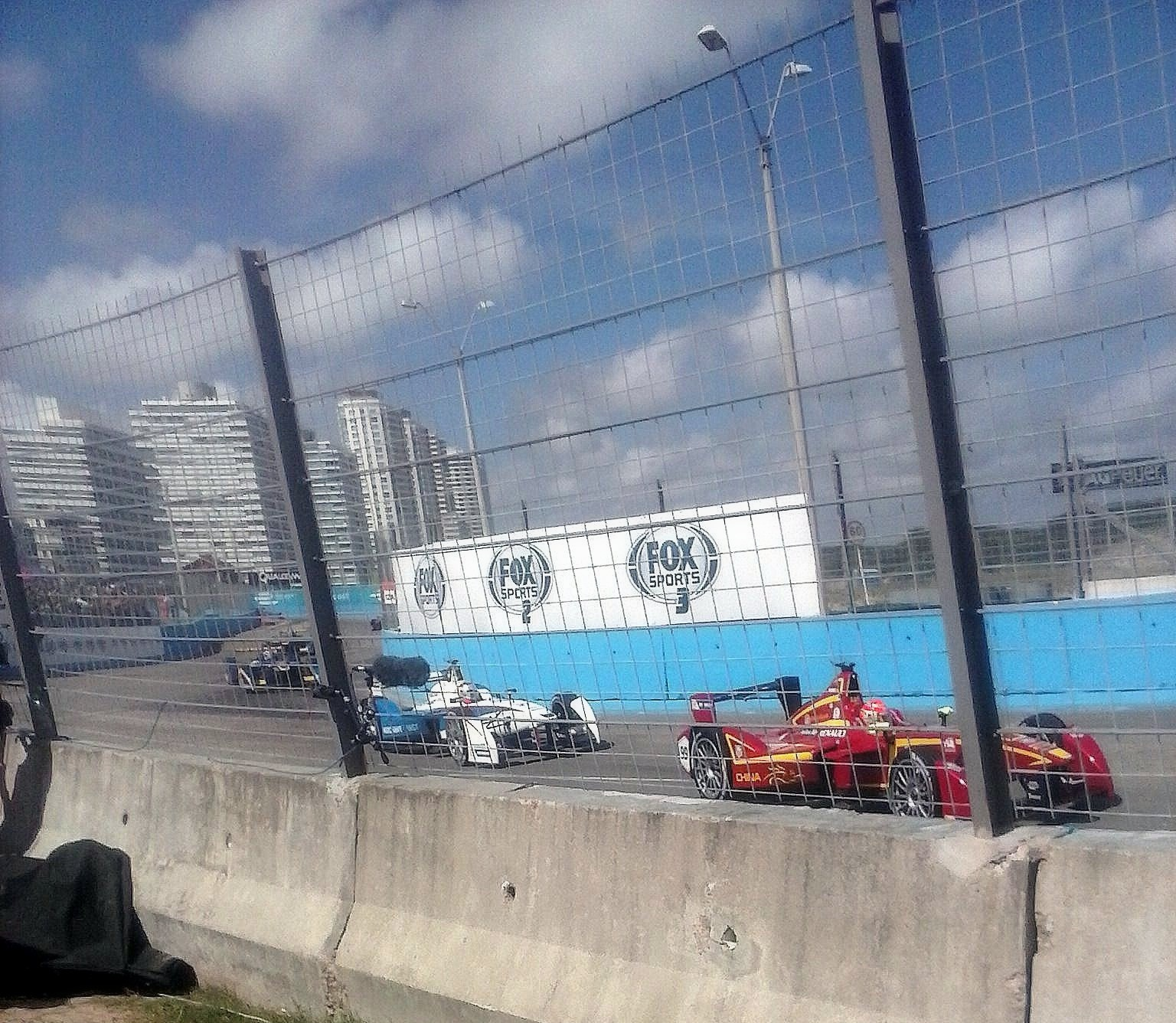
Piquet Jr. liderando la carrera del ePrix de Punta del Este del 2014, fecha válida por la Fórmula E.

En agosto de 2014 se hizo oficial su fichaje por la escudería NEXTEV TCR para participar en la temporada inaugural 2014-15 del nuevo campeonato mundial de Fórmula E organizado por la Federación Internacional del Automóvil (FIA). Logró dos victorias en Long Beach y Moscú, así como cinco podios y ocho top 5 en 11 carreras. El 28 de junio de 2015 se proclama como primer campeón de la Fórmula E en Londres.
Para la segunda temporada Nelson siguió el la escudería china, pero no obtuvo los resultados esperados, terminando 15° el campeonato.
Para la edición 2016-17, Piquet confirmó su continuación en NextEV.
Para la edición 2017-18 ficha por el Panasonic Jaguar Racing

### Campeonato Mundial de Resistencia de la FIA
A comienzos de 2016 se confirmó a Nelson Piquet Junior como piloto de Rebellion Racing, donde disputaría las 6 Horas de Silverstone (4°), las 6 Horas de Spa-Francorchamps (4°) y las 24 Horas de Le Mans (7°) junto a Nicolas Prost y Nick Heidfeld en la clase LMP1.

## Resumen de carrera
| Temporada | Categoría                                          | Equipo                          | Carreras          | Victorias         | Poles             | Puntos            | Pos.              |
| --------- | -------------------------------------------------- | ------------------------------- | ----------------- | ----------------- | ----------------- | ----------------- | ----------------- |
| 2001      | Fórmula 3 Sudamericana                             | Piquet Sports                   | 7                 | 1                 | 1                 | 77                | 5.º               |
| 2002      | Fórmula 3 Sudamericana                             | Piquet Sports                   | 17                | 13                | 16                | 296               | 1.º               |
| 2003      | Campeonato de Fórmula 3 Británica                  | Piquet Sports                   | 23                | 6                 | 8                 | 231               | 3.º               |
| 2003      | Masters de Fórmula 3                               | Piquet Sports                   | 1                 | 0                 | 1                 | N/A               | 2.º               |
| 2003      | Gran Premio de Macao                               | Hitech Racing                   | 1                 | 0                 | 0                 | N/A               | 8.º               |
| 2003      | Super Premio de Corea                              | Hitech Racing                   | 1                 | 0                 | 0                 | N/A               | 3.º               |
| 2004      | Campeonato de Fórmula 3 Británica                  | Piquet Sports                   | 24                | 6                 | 5                 | 282               | 1.º               |
| 2004      | Copa Europea de Fórmula 3                          | Piquet Sports                   | 1                 | 0                 | 1                 | N/A               | 4.º               |
| 2004      | Gran Premio de Macao                               | Piquet Sports                   | 1                 | 0                 | 0                 | N/A               | 10.º              |
| 2004      | Masters de Fórmula 3                               | Piquet Sports                   | 1                 | 0                 | 0                 | N/A               | 8.º               |
| 2004      | F3 Super Premio de Baréin                          | Piquet Sports                   | 1                 | 0                 | 0                 | N/A               | NC                |
| 2004      | Porsche Supercup                                   | Porsche AG                      | 1                 | 0                 | 0                 | 0                 | NC                |
| 2005      | GP2 Series                                         | Hitech-Piquet Sports            | 22                | 0                 | 0                 | 46                | 8.º               |
| 2005-06   | A1 Grand Prix                                      | A1 Team Brazil                  | 14                | 2                 | 2                 | 71†               | 6.º†              |
| 2006      | GP2 Series                                         | Piquet Sports                   | 21                | 4                 | 6                 | 102               | 2.º               |
| 2006      | 24 Horas de Le Mans – GT1                          | Russian Age Racing              | 1                 | 0                 | 0                 | N/A               | 4.º               |
| 2006      | 1000 Millas Brasileñas                             | Cirtek Motorsport (GTP1)        | 1                 | 1                 | 0                 | N/A               | 1.º               |
| 2007      | Fórmula 1                                          | ING Renault F1 Team             | Piloto de pruebas | Piloto de pruebas | Piloto de pruebas | Piloto de pruebas | Piloto de pruebas |
| 2008      | Fórmula 1                                          | ING Renault F1 Team             | 18                | 0                 | 0                 | 19                | 12.º              |
| 2009      | Fórmula 1                                          | ING Renault F1 Team             | 10                | 0                 | 0                 | 0                 | 21.º              |
| 2010      | NASCAR Nationwide Series                           | Baker Curb Racing               | 1                 | 0                 | 0                 | 146               | 102.º             |
| 2010      | NASCAR Camping World Truck Series                  | Red Horse Racing                | 1                 | 0                 | 0                 | 644               | 44.º              |
| 2010      | NASCAR Camping World Truck Series                  | Billy Ballew Motorsports        | 3                 | 0                 | 0                 | 644               | 44.º              |
| 2010      | ARCA Racing Series                                 | Eddie Sharp Racing              | 3                 | 0                 | 1                 | 450               | 50.º              |
| 2010      | Copa Chevrolet Montana                             | M4T Motorsport                  | 1                 | 0                 | 0                 | N/A               | NC                |
| 2011      | NASCAR Camping World Truck Series                  | Kevin Harvick Incorporated      | 25                | 0                 | 0                 | 752               | 10.º              |
| 2011      | NASCAR Nationwide Series                           | Turner Motorsports              | 1                 | 0                 | 0                 | N/A               | 124.º             |
| 2012      | NASCAR Camping World Truck Series                  | Turner Motorsports              | 22                | 2                 | 3                 | 747               | 7.º               |
| 2012      | NASCAR Nationwide Series                           | Turner Motorsports              | 2                 | 1                 | 1                 | N/A               | 104.º             |
| 2013      | NASCAR Nationwide Series                           | Turner Scott Motorsports        | 33                | 0                 | 0                 | 861               | 12.º              |
| 2013      | NASCAR Camping World Truck Series                  | NTS Motorsports                 | 1                 | 0                 | 0                 | 0                 | 100.º‡            |
| 2013      | NASCAR Camping World Truck Series                  | Turner Scott Motorsports        | 1                 | 0                 | 0                 | 0                 | 100.º‡            |
| 2013      | Global RallyCross Championship                     | X Team Racing                   | 4                 | 0                 | 0                 | 17                | 19.º              |
| 2014      | Global RallyCross Championship                     | SH Racing                       | 10                | 0                 | 0                 | 307               | 4.º               |
| 2014      | Blancpain Sprint Series                            | BMW Sport Trophy Team Brasil    | 8                 | 0                 | 0                 | 4                 | 37.º              |
| 2014      | NASCAR Sprint Cup Series                           | Randy Humphrey Racing           | 1                 | 0                 | 0                 | 18                | 53.º              |
| 2014      | Campeonato Mundial de Rallycross - RX Lites        | Olsbergs MSE                    | 1                 | 0                 | 0                 | 18                | 20.º              |
| 2014      | Stock Car Brasil                                   | Mobil Super Racing              | 1                 | 0                 | 0                 | 0                 | NC‡               |
| 2014-15   | Fórmula E                                          | China Racing                    | 11                | 2                 | 0                 | 144               | 1.º               |
| 2015      | Global RallyCross Championship                     | SH Racing Rallycross            | 12                | 1                 | 0                 | 380               | 4.º               |
| 2015      | Indy Lights                                        | Carlin                          | 2                 | 0                 | 1                 | 28                | 15.º              |
| 2015      | Stock Car Brasil                                   | AMG Motorsport                  | 1                 | 0                 | 1                 | 0                 | NC‡               |
| 2015-16   | Fórmula E                                          | NEXTEV TCR                      | 10                | 0                 | 0                 | 8                 | 15.º              |
| 2016      | FIA World Endurance Championship                   | Rebellion Racing                | 3                 | 0                 | 0                 | 25                | 15.º              |
| 2016      | 24 Horas de Le Mans                                | Rebellion Racing                | 1                 | 0                 | 0                 | N/A               | 29.º              |
| 2016      | Global RallyCross Championship                     | SH Rallycross                   | 3                 | 0                 | 0                 | 63                | 12.º              |
| 2016      | NASCAR Xfinity Series                              | Biagi-DenBeste Racing           | 1                 | 0                 | 0                 | 3                 | 83.º              |
| 2016      | Stock Car Brasil                                   | Shell Racing                    | 1                 | 0                 | 0                 | 0                 | NC‡               |
| 2016-17   | Fórmula E                                          | NextEV NIO                      | 12                | 0                 | 1                 | 33                | 11.º              |
| 2017      | Campeonato Mundial de Resistencia de la FIA - LMP2 | Vaillante Rebellion             | 8                 | 0                 | 1                 | 73                | 12.º              |
| 2017      | 24 Horas de Le Mans - LMP2                         | Vaillante Rebellion             | 1                 | 0                 | 0                 | N/A               | DSQ               |
| 2017      | International GT Open                              | BMW Team Teo Martín             | 2                 | 0                 | 0                 | 8                 | 28.º              |
| 2017-18   | Fórmula E                                          | Panasonic Jaguar Racing         | 12                | 0                 | 0                 | 51                | 9.º               |
| 2018      | Stock Car Brasil                                   | Full Time Bassani               | 19                | 0                 | 0                 | 65                | 15.º              |
| 2018-19   | Fórmula E                                          | Panasonic Jaguar Racing         | 6                 | 0                 | 0                 | 1                 | 22.º              |
| 2019      | Stock Car Brasil                                   | Full Time Sports                | 21                | 0                 | 0                 | 163               | 13.º              |
| 2019      | TitansRX International Europe Series               | N/A                             | 4                 | 0                 | 0                 | 22                | 18.º              |
| 2020      | Stock Car Brasil                                   | Full Time Bassani               | 18                | 1                 | 0                 | 224               | 7.º               |
| 2020      | Porsche Endurance Series                           | ?                               | 3                 | 1                 | 0                 | 192               | 2.º               |
| 2021      | Stock Car Pro Series                               | MX Piquet Sports                | 13                | 0                 | 0                 | 24                | 30.º              |
| 2021      | Porsche All-Star Race Brasil                       | N/A                             | 1                 | 0                 | 0                 | N/A               | 14.º              |
| 2022      | Stock Car Pro Series                               | Motul TMG Racing                | 22                | 2                 | 0                 | 232               | 8.º               |
| 2022      | Lamborghini Super Trofeo North America - Pro       | Ansa Motorsports                | 8                 | 2                 | 1                 | 76                | 5.º               |
| 2023      | Stock Car Pro Series                               | Crown Racing/TMG                | 22                | 0                 | 0                 | 191               | 14.º              |
| 2023      | European Le Mans Series - LMP2 Pro-Am              | United Autosports USA           | 5                 | 0                 | 0                 | 40                | 8.º               |
| 2023      | TC2000                                             | Toyota Gazoo Racing YPF Infinia | 1                 | 0                 | 0                 | 0                 | NC‡               |
| 2024      | Stock Car Pro Series                               | Cavaleiro Sports                | 24                | 0                 | 0                 | 591               | 19.º              |
| 2024      | European Le Mans Series - LMP2 Pro-Am              | Team Virage                     | 3                 | 0                 | 0                 | 18                | 13V               |
| 2024      | TCR World Tour                                     | Squadra Martino                 | 2                 | 0                 | 0                 | 6                 | 29.º              |
| 2024      | TCR South America                                  | Squadra Martino                 | ?                 | ?                 | ?                 | ?                 | ?                 |
| Fuente:   |                                                    |                                 |                   |                   |                   |                   |                   |

- † Incluyó puntos obtenidos por otros de pilotos de Team Brazil.
- ‡ Piquet no fue apto para puntuar.

## Resultados

### GP2 Series
(Clave) (negrita indica pole position) (cursiva indica vuelta rápida puntuable)

| Año  | Escudería            | 1   | 1   | 2   | 2   | 3   | 3   | 4   | 4   | 5   | 5   | 6   | 6   | 7   | 7   | 8   | 8   | 9   | 9   | 10  | 10  | 11  | 11  | 12  | 12  | Pos. | Puntos | Ref.   |
| ---- | -------------------- | --- | --- | --- | --- | --- | --- | --- | --- | --- | --- | --- | --- | --- | --- | --- | --- | --- | --- | --- | --- | --- | --- | --- | --- | ---- | ------ | ------ |
| 2005 | HiTech/Piquet Racing | IMO | IMO | BAR | BAR | MON | MON | NÜR | NÜR | MAG | MAG | SIL | SIL | HOC | HOC | BUD | BUD | EST | EST | MNZ | MNZ | SPA | SPA | SAK | SAK | 8.º  | 46     | [ 24 ] |
| 2005 | HiTech/Piquet Racing | 14† | 6   | 5   | 2   | 11† | 11† | 5   | 3   | Ret | DSQ | Ret | Ret | 3   | 8   | 15† | 10  | 4   | 6   | 3   | Ret | 1   | 14  | Ret | 15  | 8.º  | 46     | [ 24 ] |
| 2006 | Piquet Sports        | VAL | VAL | IMO | IMO | NÜR | NÜR | BAR | BAR | MON | MON | SIL | SIL | MAG | MAG | HOC | HOC | BUD | BUD | EST | EST | MNZ | MNZ |     |     | 2.º  | 102    | [ 25 ] |
| 2006 | Piquet Sports        | 1   | 4   | 5   | 2   | Ret | 19† | 4   | 2   | 12† | 12† | 4   | 5   | 4   | 2   | 13  | DNS | 1   | 1   | 1   | 5   | 2   | 6   |     |     | 2.º  | 102    | [ 25 ] |

### Fórmula 1
(Clave) (negrita indica pole position) (cursiva indica vuelta rápida)

| Año     | Escudería           | 1       | 2      | 3       | 4       | 5      | 6       | 7       | 8      | 9       | 10     | 11    | 12     | 13      | 14     | 15      | 16    | 17    | 18      | Pos. | Puntos |
| ------- | ------------------- | ------- | ------ | ------- | ------- | ------ | ------- | ------- | ------ | ------- | ------ | ----- | ------ | ------- | ------ | ------- | ----- | ----- | ------- | ---- | ------ |
| 2008    | ING Renault F1 Team | AUS Ret | MYS 11 | BHR Ret | ESP Ret | TUR 15 | MON Ret | CAN Ret | FRA 7  | GBR Ret | GER 2  | HUN 6 | EUR 11 | BEL Ret | ITA 10 | SIN Ret | JPN 4 | CHN 8 | BRA Ret | 12.º | 19     |
| 2009    | ING Renault F1 Team | AUS Ret | MYS 13 | CHN 16  | BHR 10  | ESP 12 | MON Ret | TUR 16  | GBR 12 | GER 13  | HUN 12 | EUR   | BEL    | ITA     |        |         |       |       |         | 21.º | 0      |
| 2009    | Renault F1 Team     |         |        |         |         |        |         |         |        |         |        |       |        |         | SIN    | JPN     | BRA   | ABU   |         | 21.º | 0      |
| Fuente: |                     |         |        |         |         |        |         |         |        |         |        |       |        |         |        |         |       |       |         |      |        |

### 24 Horas de Le Mans
| Año  | Equipo                         | Copilotos                              | Auto                | Clase | Vueltas | Pos. | Pos. Clase |
| ---- | ------------------------------ | -------------------------------------- | ------------------- | ----- | ------- | ---- | ---------- |
| 2006 | Russian Age Racing Team Modena | Antonio García David Brabham           | Aston Martin DBR9   | GT1   | 343     | 9.º  | 4.º        |
| 2016 | Rebellion Racing               | Nick Heidfeld Nicolas Prost            | Rebellion R-One-AER | LMP1  | 330     | 29.º | 6.º        |
| 2017 | Vaillante Rebellion            | Mathias Beche David Heinemeier Hansson | Oreca 07-Gibson     | LMP2  | 364     | DSQ  | DSQ        |

### Campeonato Mundial de Resistencia de la FIA
(Clave) (negrita indica pole position) (cursiva indica vuelta rápida)

| Año  | Escudería           | Clase | Automóvil           | 1   | 2   | 3   | 4   | 5   | 6   | 7   | 8   | 9   | Pos. | Puntos | Ref.   |
| ---- | ------------------- | ----- | ------------------- | --- | --- | --- | --- | --- | --- | --- | --- | --- | ---- | ------ | ------ |
| 2016 | Rebellion Racing    | LMP1  | Rebellion R-One-AER | SIL | SPA | LMS | NÜR | MEX | COA | FUJ | SHA | BHR | 15.º | 25     | [ 27 ] |
| 2016 | Rebellion Racing    | LMP1  | Rebellion R-One-AER | 4   | 4   | 13  |     |     |     |     |     |     | 15.º | 25     | [ 27 ] |
| 2017 | Vaillante Rebellion | LMP2  | Oreca 07-Gibson     | SIL | SPA | LMS | NÜR | MEX | COA | FUJ | SHA | BHR | 12.º | 73     | [ 28 ] |
| 2017 | Vaillante Rebellion | LMP2  | Oreca 07-Gibson     | 9   | 4   | DSQ |     | 5   | 2   | DSQ | 3   | 3   | 12.º | 73     | [ 28 ] |

### Fórmula E
(Clave) (negrita indica pole position) (cursiva indica vuelta rápida)

| Año         | Equipo                    | 1       | 2       | 3       | 4       | 5       | 6       | 7       | 8       | 9      | 10      | 11      | 12     | 13  | Pos. | Puntos |
| ----------- | ------------------------- | ------- | ------- | ------- | ------- | ------- | ------- | ------- | ------- | ------ | ------- | ------- | ------ | --- | ---- | ------ |
| 2014-15     | China Racing              | PEK 8   | PUT Ret | PDE 2   | BUE 3   | MIA 5   | LBH 1   | MON 3   | BER 4   | MOS 1  | LON 5   | LON 7   |        |     | 1.º  | 144    |
| 2015-16     | NEXTEV TCR Formula E Team | PEK 15† | PUT 8   | PDE 15† | BUE 12  | MEX 13  | LBH Ret | PAR Ret | BER 13  | LON 12 | LON 9   |         |        |     | 15.º | 8      |
| 2016-17     | NextEV NIO                | HKG 11  | MAR 16  | BUE 5   | MEX 9   | MON 4   | PAR 7   | BER 12  | BER 12  | NYC 11 | NYC 16† | MTR 13  | MTR 16 |     | 11.º | 33     |
| 2017-18     | Panasonic Jaguar Racing   | HKG 4   | HKG 12  | MAR 4   | SAN 6   | MEX 4   | PDE Ret | ROM Ret | PAR Ret | BER 12 | ZUR Ret | NYC Ret | NYC 7  |     | 9.º  | 51     |
| 2018-19     | Panasonic Jaguar Racing   | ALD 10  | MAR 14  | SAN 11  | MEX Ret | HKG Ret | SNY Ret | ROM     | PAR     | MON    | BER     | BRN     | NYC    | NYC | 22.º | 1      |
| Referencia: |                           |         |         |         |         |         |         |         |         |        |         |         |        |     |      |        |

- † El piloto no terminó la carrera, pero se clasificó al completar el 90% de la distancia total.

### TCR World Tour
(Clave) (negrita indica pole position) (cursiva indica vuelta rápida)

| Año  | Equipo          | Auto                         | 1   | 2   | 3   | 4   | 5   | 6   | 7   | 8   | 9   | 10  | 11  | 12  | 13  | 14  | Pos. | Pts. |
| ---- | --------------- | ---------------------------- | --- | --- | --- | --- | --- | --- | --- | --- | --- | --- | --- | --- | --- | --- | ---- | ---- |
| 2024 |                 |                              | VAL | VAL | MAR | MAR | MID | MID | INT | INT | EPI | EPI | ZHU | ZHU | MAC | MAC | °    |      |
| 2024 | Squadra Martino | Honda Civic Type-R TCR (FK7) |     |     |     |     |     |     | 11  | 19† |     |     |     |     |     |     | °    |      |

### TCR South America
(Clave) (negrita indica pole position) (cursiva indica vuelta rápida)

| Año  | Equipo          | Auto                         | 1     | 2   | 3   | 4   | 5   | 6      | 7      | 8   | 9   | 10  | 11  | 12  | 13  | 14  | 15  | 16  | 17  | 18  | 19  | Pos. | Pts. |
| ---- | --------------- | ---------------------------- | ----- | --- | --- | --- | --- | ------ | ------ | --- | --- | --- | --- | --- | --- | --- | --- | --- | --- | --- | --- | ---- | ---- |
| 2024 |                 |                              | INT I | CAS | CAS | VEL | VEL | INT II | INT II | EPI | EPI | MER | MER | TBD | TBD | BUE | BUE | TRH | TRH | ROS | ROS | °    |      |
| 2024 | Squadra Martino | Honda Civic Type-R TCR (FK7) |       |     |     |     |     | 24     | 10†    |     |     |     |     |     |     |     |     |     |     |     |     | °    |      |

### TCR Brasil
| Año  | Equipo          | Auto                         | 1     | 2   | 3   | 4   | 5   | 6   | 7   | 8      | 9      | 10  | 11  | Pos. | Pts. |
| ---- | --------------- | ---------------------------- | ----- | --- | --- | --- | --- | --- | --- | ------ | ------ | --- | --- | ---- | ---- |
| 2024 |                 |                              | INT I | CAS | CAS | CAS | CAS | VEL | VEL | INT II | INT II | BUE | BUE | °    |      |
| 2024 | Squadra Martino | Honda Civic Type-R TCR (FK7) |       |     |     |     |     |     |     | 2      | 8†     |     |     | °    |      |